# David de Sasún

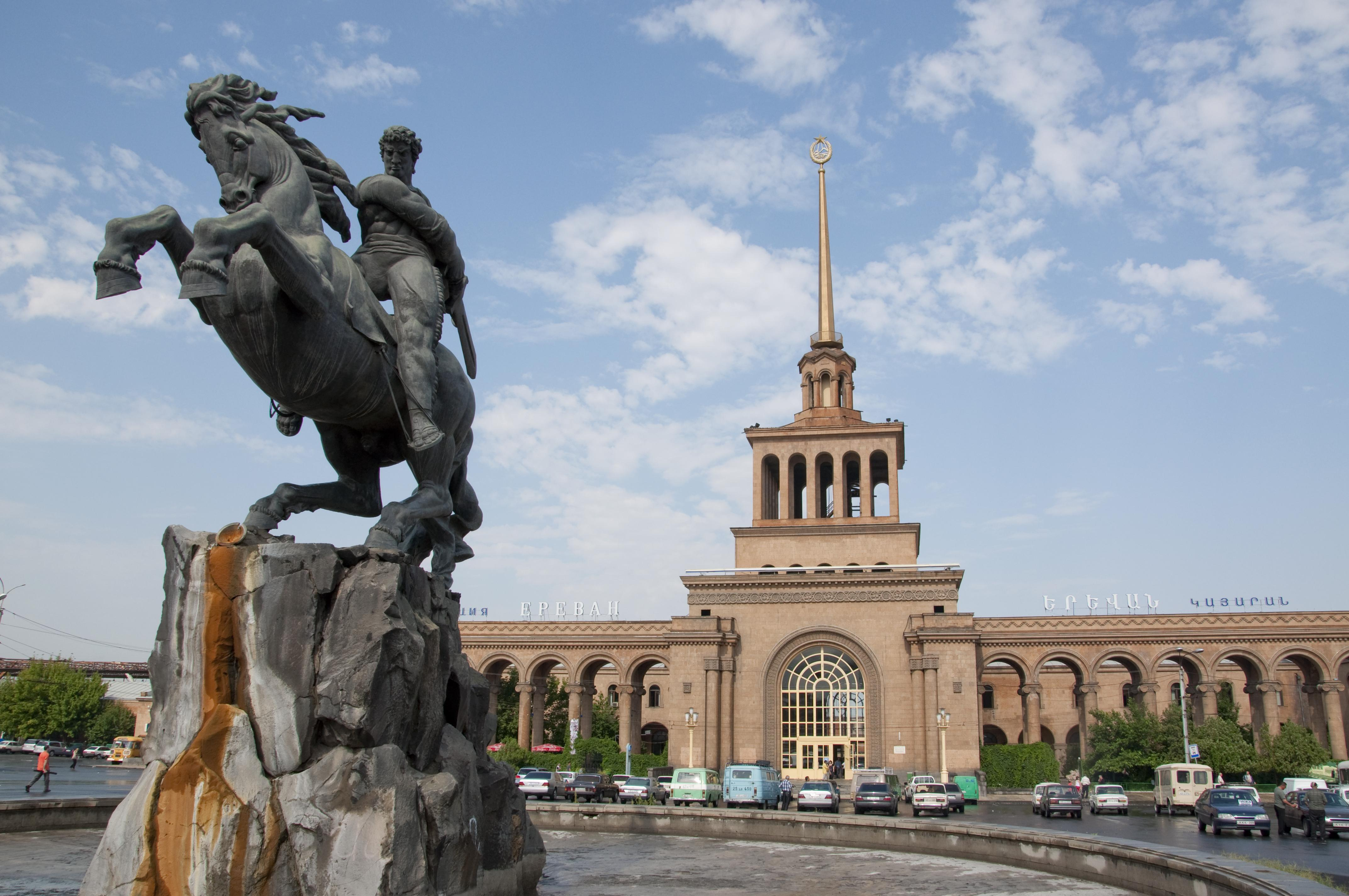
Estatua de David de Sasún en Ereván, de Yervand Kochar

David de Sasún (en armenio: Սասունցի Դավիթ:  Sasuntsi Davit) es el héroe principal del poema épico nacional de Armenia Los temerarios de Sasún, quienes expulsaran a los invasores árabes de Armenia.
Los temerarios de Sasún (conocida también simplemente por el nombre de su protagonista principal David de Sasún) es una epopeya armenia narrando las proezas de David. Dicho personaje histórico oriundo de Sasón (hoy en Turquía) lideró una insurrección contra los invasores árabes, que dominaron Armenia entre el 640 y 886 d. C. En la obra, David (cuyo nombre histórico era Hovnán) termina derrotando en combate personal al comandante árabe Mesramelik. Como poema oral, el relato data del siglo VIII, y sólo fue puesto por escrito en 1873 por Garegin Srvandztiants quien publicara otras obras etnográficas.
David de Sasún es sólo el nombre de uno de los cuatro cantos, pero dada la popularidad del protagonista, la obra entera es conocida para el público como David de Sasún. El nombre completo de la epopeya es Los temerarios de Sasún.
En 1902 el prominente poeta y escritor armenio Hovhannes Tumanyan publicó un poema del mismo nombre que vuelve a narrar la historia de David de Sasun en lenguaje más moderno.